# Alonso Suárez de la Fuente del Sauce
Alonso Suárez de la Fuente del Sauce (Fuente el Saúz, siglo xv-Jaén, 5 de noviembre de 1520), fue un obispo castellano, obispo de Mondoñedo (1493); obispo de Lugo (1494-1500) y obispo de Jaén (1500-1520).

## Biografía
En el año 1494 fue nombrado inquisidor general adjunto por Isabel I de Castilla, y en 1496 comisario de la Santa Cruzada, además fue presidente del Consejo de Castilla.

### Obispo de Jaén
En 1499 era obispo electo de Málaga, aunque pasó a ocupar la sede de Jaén, en 1500, que permanecía vacante. Sufrió el síndrome de Marfan.
Se le llamó el «obispo constructor» por las numerosas obras que mando realizar y sufragó. Su actividad edificatoria era enorme y los fondos destinados a ella parecían inacabables, hasta el punto en que se decía popularmente de él en Jaén que había descubierto el secreto de «la mesa de Salomón, bajo la cual siempre que se buscaba aparecían nuevas riquezas». Algunas de las obras en que se tiene constancia de su participación fueron las siguientes:
- Capilla en la iglesia de Fuente del Sauce para el enterramiento de sus familiares.
- Iglesia de la Encarnación en Bailén. 1504
- Puente del Obispo, sobre el río Guadalquivir entre Begíjar y Baeza. 1505

Este puente se llama del Obispo. Hízola toda a su costa D. Alonso de la Fuente del Sauce, Obispo que fue de Mondoñedo y después de Lugo y en el año 1500, de Jahen. Y dejó el paso libre de ella. Y es libre de todos, sin pagar tributo alguno. Comenzada el año mil y quinientos y cinco, y acabada el año mil y quinientos y ocho. Y concede a los que pasaran y rezaren un Ave-María, quarenta días de Perdón.
Inscripción de cantería, en letra gótica, sobre el puente.

- Capilla en honor de la Virgen María al lado del Puente del Obispo. Begíjar
- Portada de la cabecera de Iglesia de San Ildefonso. Jaén
- Capilla mayor de la catedral de Jaén. 1509
- Fachada principal de la iglesia de San Pablo. Úbeda. 1511
- Iglesia de San Andrés de Baeza
- Iglesia parroquial de San Pedro de Sabiote
- La sillería del coro de la Catedral de Jaén.
- Portada de la iglesia de la Asunción en Villacarrillo. 1510.
- Construcción del palacio episcopal de Begíjar. 1505-1510.

### «El obispo insepulto»
Se le enterró en la capilla mayor de la catedral que existía en Jaén en la misma ubicación que la actual, de estilo gótico y de menor tamaño; la ubicación fue la que él mismo había expresado antes de su muerte. Sin embargo, en el año 1635, y a causa de las obras de demolición y acondicionamiento para la nueva catedral, su cuerpo momificado fue trasladado con carácter provisional a la sacristía. Una vez finalizadas las obras de la capilla mayor de la nueva catedral, el cabildo creyó conveniente enterrarlo en el coro, destino habitual de sepultura de los prelados. Los familiares del obispo se negaron, aduciendo que el obispo quiso ser enterrado en la capilla mayor, mientras que el cabildo adujo que el obispo se refería a la antigua catedral, y no a la nueva. Se abrió un pleito, como consecuencia del tal se llegó al acuerdo de que la familia haría una ofrenda anual al cabildo recordando su petición, y que si el cabildo la aceptaba, el obispo sería enterrado en la capilla mayor; mientras tanto, el cuerpo momificado del obispo fue guardado, insepulto, en una cajonera en el lateral izquierdo de la capilla mayor. 
Transcurrieron casi cinco siglos, durante los cuales el cuerpo se mantuvo en la cajonera, lo que en palabras del obispo Santiago García Aracil «hacía destacar a la catedral de Jaén por un hecho verdaderamente exótico y no elegante». Por fin, el 13 de mayo de 2001, se llevó a cabo la inhumación de los restos del obispo en su sepultura actual, en la capilla Mayor. Así lo recuerda el texto escrito sobre su lápida, con la fecha de su enterramiento y la inscripción que reza en latín «Yace por fin inhumado».
En contadas ocasiones se abrió la cajonera, siendo una de las últimas el 5 de enero de 1968, con motivo de la visita de Carmen Polo, esposa del general Franco. Cierta leyenda, muy extendida e incluso reflejada en alguna obra literaria,[cita requerida] cuenta que, debido a la impresión sufrida por Carmen Polo al contemplar la momia, dejó caer sobre el cuerpo del obispo el misal que portaba, quedando allí porque nadie se atrevió a recogerlo. Sin embargo, la realidad es que el libro que existía sobre el cuerpo era un ejemplar de las Odas de Horacio y no un misal, y que ya estaba antes de aquella visita. Cuando se abrió la cajonera, Ortega, conocido fotógrafo de Jaén, tomó la foto más famosa que se conserva de la momia del obispo.